# Georg Nelius

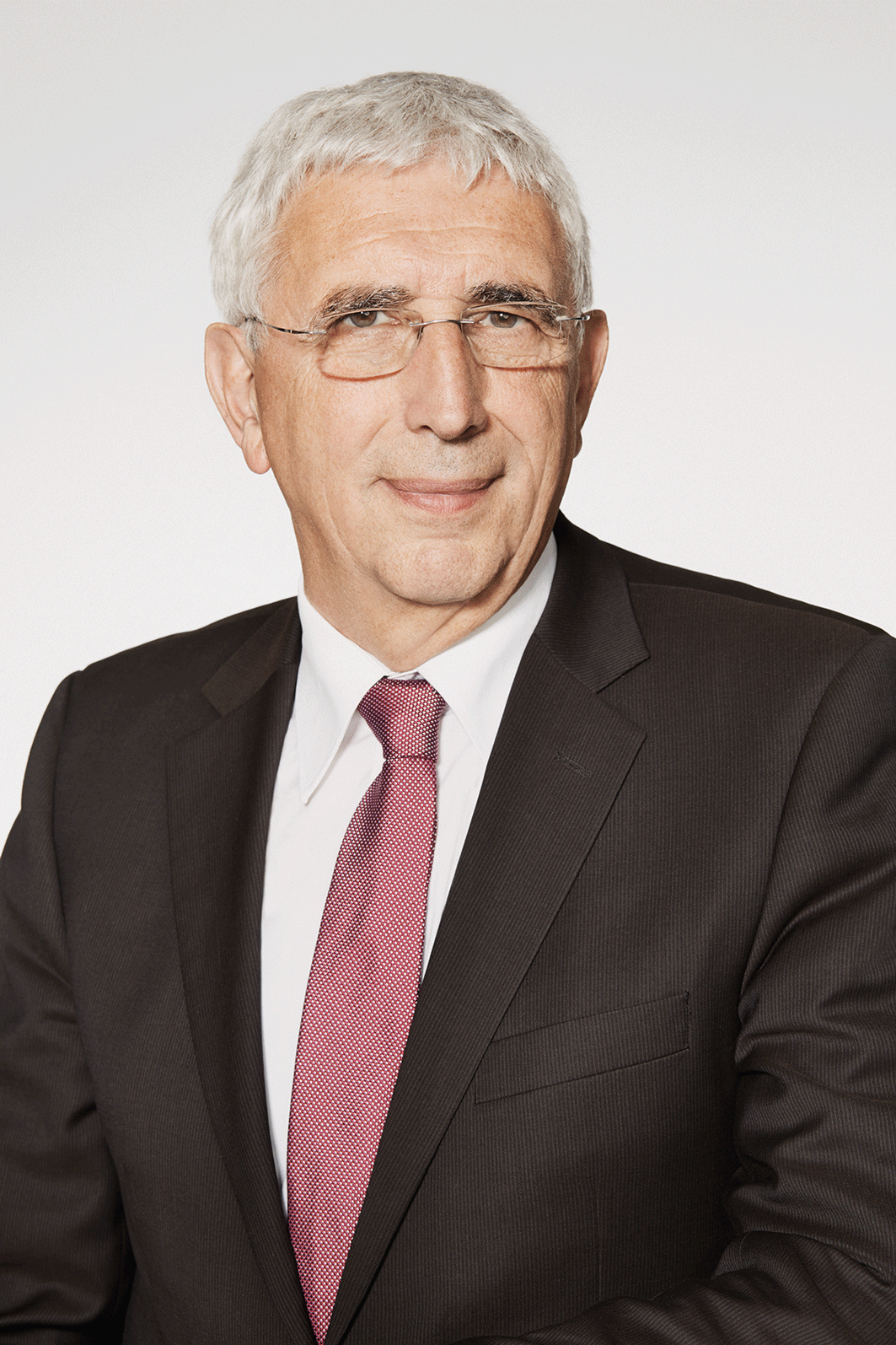
Georg Nelius (2018)

Georg Nelius (* 28. Juli 1949 in Mosbach) ist ein deutscher Politiker (SPD). In den Jahren 2007 bis 2021 war er Mitglied des Landtags von Baden-Württemberg.

## Leben und Beruf
Nach der Volksschule und der Mittleren Reife im Jahr 1966 absolvierte Nelius eine Ausbildung im Landesjustizdienst. Anschließend machte er das Abitur am Wirtschaftsgymnasium in Mosbach und studierte bis 1976 Deutsch und Geschichte an der Pädagogischen Hochschule Heidelberg. Danach war er in den Jahren 1977 bis 1989 als Realschullehrer in Walldorf und Walldürn tätig, ehe er an eine Realschule in Mosbach wechselte. Nelius ist evangelisch, verheiratet und hat zwei Söhne.

## Politik
Im Jahr 1970 trat Georg Nelius in die SPD ein und wurde 1984 in den Mosbacher Gemeinderat gewählt, in dem er 1992 den Vorsitz der SPD-Fraktion übernahm und später ehrenamtlicher Stellvertreter des Oberbürgermeisters wurde. Im Jahr 1999 wurde er in den Kreistag des Neckar-Odenwald-Kreises gewählt und war zusätzlich in den Jahren 1999 bis 2004 Mitglied der Verbandsversammlung der Region Rhein-Neckar-Odenwald. Im Mai 2007 rückte Nelius für den verstorbenen Karl-Heinz Joseph in den Landtag von Baden-Württemberg nach. Er übernahm ein Zweitmandat des Wahlkreises Neckar-Odenwald, das er bei der Landtagswahl 2011 verteidigte. Bei der Landtagswahl 2016 erhielt er 15,2 % der Stimmen und kam wieder mit dem Zweitmandat in den Landtag. Bei der Landtagswahl 2021 kandidierte er nicht erneut.